# Rafael Bustillo
Rafael Bustillo Montesinos (Villa Imperial de Potosí, Intendencia de Potosí, Virreinato del Perú, Imperio Español; 21 de octubre de 1813 - 21 de agosto de 1873 República de Bolivia) fue un abogado, diplomático y político boliviano. Hijo de Dionisio Bustillo y Clara Montesinos. Realizó los estudios secundarios en el Colegio Pichincha, situado en la misma ciudad, a la conclusión de los mismos fue nombrado profesor de la materia de Filosofía. Posteriormente, en 1833 el mariscal Andrés de Santa Cruz por su gran capacidad lo mandó junto a otros cinco jóvenes a Europa, con el fin de que estudiaran metalurgia.
Diputado electo por Potosí, Presidente de las Asambleas Legislativas en 1844 y 1846, Diputado en 1847, Prefecto de Cochabamba en 1851, Diputado electo por Potosí en 1861.
El Presidente Belzu le nombró Prefecto de Oruro en 1848; en 1849 fue Ministro de Hacienda; en junio de 1852 asumió el cargo de Ministro de Instrucción Pública y Relaciones exteriores: cargo que le permitió negociar la paz con la República del Perú. El presidente Achá le nombró Ministro de Hacienda y Relaciones Exteriores en 1861, también fue designado E.E. y Ministro Plenipotenciario ante la Confederación Argentina, en marzo de 1863 fue designado Ministro de Gobierno, Culto y Relaciones Exteriores, en 1863 fue nombrado Consejero de Estado. En 1871, el presidente Agustín Morales le nombró E.E. y Ministro Plenipotenciario ante el gobierno de Chile. En 1873 el presidente Adolfo Ballivián le nombró Ministro de Hacienda e industria.
Sostuvo desde los primeros años de la fundación de la República los pleitos territoriales de Bolivia con los países vecinos. Forma parte de un grupo de intelectuales bolivianos que fueron el eje de la diplomacia boliviana del siglo XIX junto a Casimiro Olañeta, Tomás Frías, Mariano Baptista y Eliodoro Villazón.
En 1852, negoció la paz con la República del Perú; en marzo de 1863, envió una nota diplomática al canciller de Chile, precisando la posesión territorial boliviana del litoral boliviano; también negoció con el diplomático brasileño Rego Monteiro, la línea fronteriza desde Bahía Negra al Norte; en 1872 reclamo ante el gobierno chileno sobre el nombramiento en territorio boliviano de un interventor en Mejillones; así mismo negoció la conclusión de la famosa “medianería internacional” que por el tratado de 1866 buscaba comprar los paralelos 23° y 24°; lidió con expediciones melgarejistas en los territorios bolivianos auspiciadas por Chile. Ante la sagaz actuación diplomática de Bustillo, el gobierno chileno pidió su retiro.
Bustillo falleció en agosto del año 1873.